# Aulo Cornélio Cosso (cônsul em 343 a.C.)
Aulo Cornélio Cosso Arvina (em latim: Aulus Cornelius Cossus Arvina) foi um político da gente Cornélia da República Romana, eleito cônsul por duas vezes, em 343 e 332 a.C., com Marco Valério Corvo e Cneu Domício Calvino respectivamente. Foi também nomeado ditador em 322 a.C.. Em 353 e 349 a.C. foi escolhido pelo ditador Tito Mânlio Torquato como seu mestre da cavalaria (magister equitum).
Possivelmente era neto de Aulo Cornélio Cosso, ditador em 385 a.C., e pai de Públio Cornélio Arvina, cônsul em 306 a.C..

## Primeiro consulado (343 a.C.)
Foi eleito cônsul pela primeira vez com Marco Valério Corvo em 343 a.C., primeiro ano da Primeira Guerra Samnita, e foi o primeiro general romano a invadir Sâmnio. Durante a marcha através dos passos de montanha do território inimigo, o seu exército foi surpreendido num vale e foi salvo pelo heroísmo de Públio Décio, que conquistou, com um corpo de tropas, uma elevação que dominava o caminho. O cônsul derrotou depois os samnitas na Batalha de Satícula e celebrou um triunfo ao seu regresso a Roma em 22 de setembro de 343 ou 342 a.C..

## Segundo consulado (332 a.C.)
Aulo Cornélio Arvina foi cônsul novamente em 332 a.C., com Cneu Domício Calvino. Num período de paz por toda parte, notícias de uma guerra travada pelos gauleses provocou pânico e induziu a eleição de um ditador, Marco Papírio Crasso.

## Ditador (322 a.C.)
Em 322 a.C., foi nomeado ditador para lutar novamente contra os samnitas e escolhe Marco Fábio Ambusto como seu mestre da cavalaria. Enquanto liderava o exército romano em território samnita, foi forçado a travar uma batalha em uma posição desfavorável. Além disso, a bravura do inimigo fez com que o combate fosse violento e de resultado incerto. A situação melhorou para os romanos quando a cavalaria samnita, que estava atacando a caravana de bagagem romana, foi surpreendida pela cavalaria romana de Marco Fábio. Derrotados os cavaleiros samnitas, a cavalaria romana, num movimento de pinça, atacou a retaguarda samnita, cujo exército agora estava preso entre duas forças romanas e acabou derrotado. Por esta vitória, Aulo Cornélio celebrou um triunfo ao voltar para Roma.

### Crítica histórica
Lívio relata que a vitória de 322 a.C. contra os samnitas teria sido, segundo alguns autores, conduzida pelo cônsul Fábio Máximo e não por Aulo Cornélio, que teria sido eleito ditador feriarum constituendarum causa (com poderes reduzidos) apenas para oficiar os Jogos Romanos, uma conclusão que ele discorda.